# دهستان هادمسته
دهستان هادمسته (به لاتین: Häädemeeste Parish) یک دهستان در استونی است که در شهرستان پارنو واقع شده‌است. دهستان هادمسته ۴۹۴ کیلومتر مربع مساحت و ۴٬۸۲۱ نفر جمعیت دارد.